# 26123 Hiroshiyoshida
26123 Hiroshiyoshida este o planetă minoră (asteroid), cu un diametru de 5,844 km, din centura de asteroizi. A fost descoperită pe 29 iulie 1992 la Geisei observatory⁠(d) de Tsutomu Seki. 
Obiectul prezintă o orbită caracterizată de o semiaxă mare de 2,7580879 UAi, o excentricitate de 0,36, o înclinație de 7,46186 ° în raport cu ecliptica.